# Yo Frankie!

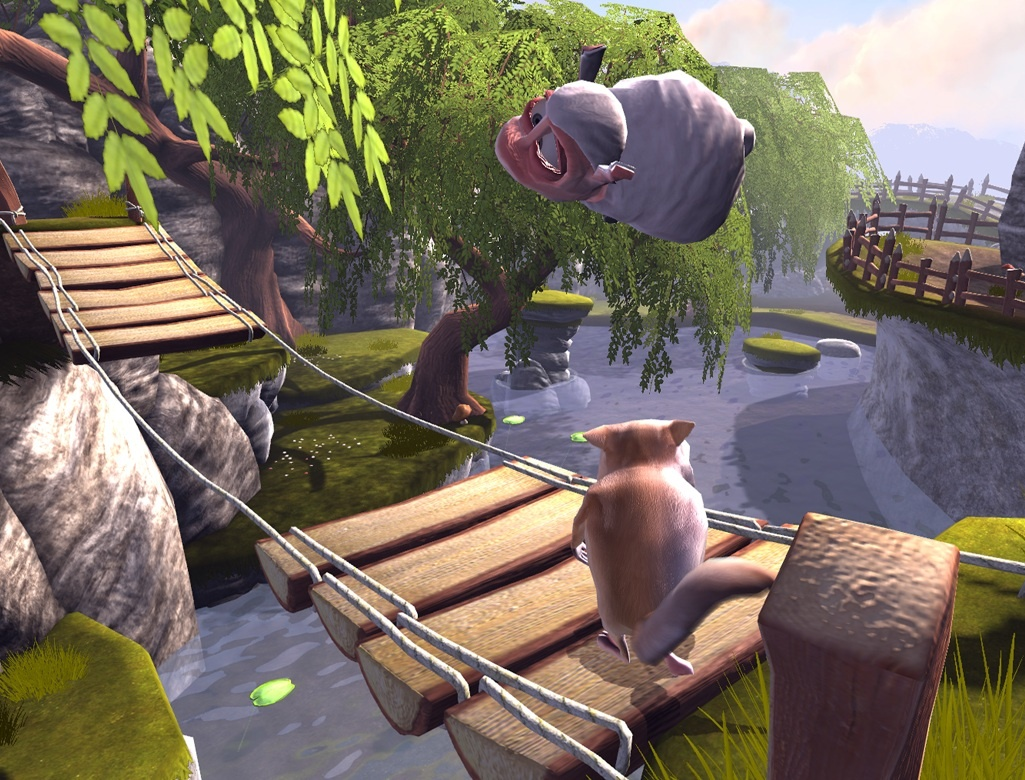
Yo Frankie!

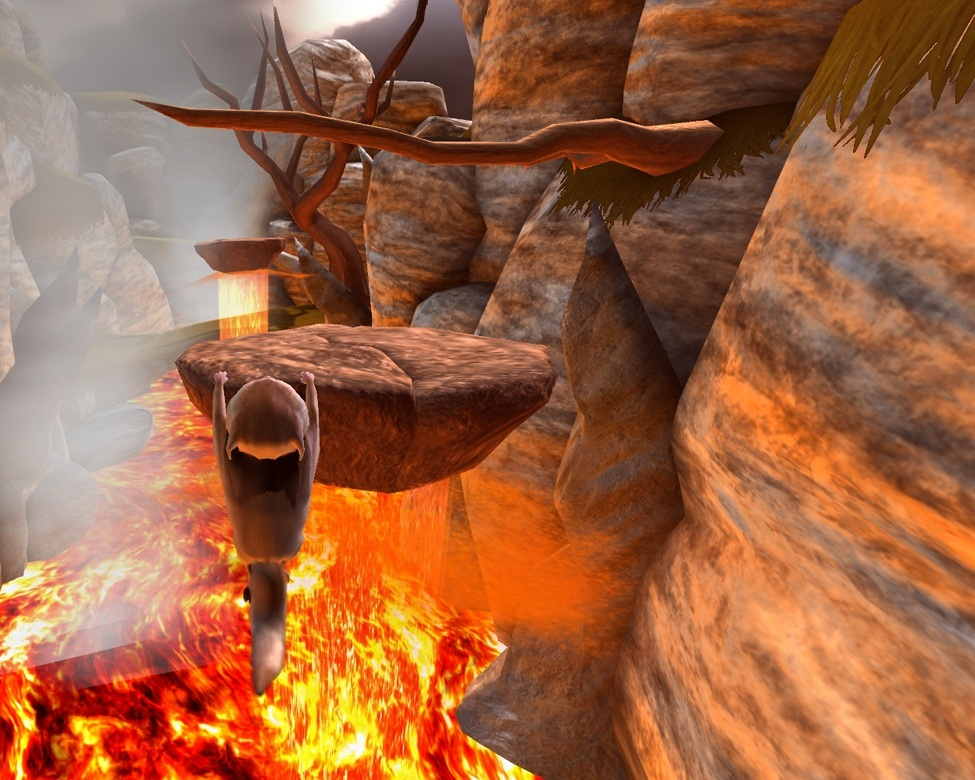
Yo Frankie!

Yo Frankie! (numit și Apricot) este un joc pe calculator, open source creat de Institutul Blender, parte a  Blender Foundation, programat, inițial, pentru a fi lansat în august 2008. Este bazat pe universul și personajele filmului open-source produs mai devreme în 2008 de Institutul Blender, Big Buck Bunny. Ca și celelalte proiecte ale Institutului, jocul este creat folosind doar software gratuit. Yo Frankie! merge pe orice platformă pe care poate rula Blender și Crystal Space, incluzând Linux, Mac OS X și Microsoft Windows.
Proiectul a început pe 1 februarie 2008 și a fost terminat la sfârșitul lui Iulie 2008. Din cauza unor întârzieri tehnice, lansarea DVD a fost amânată până pe 14 Noiembrie. Începând cu 9 Decembrie, jocul este disponibil pentru download pe site-ul oficial.
Numele "Yo Frankie!" se referă la protagonistul jocului, Frank. A fost sugerat de Ton Roosendaal și ales prin vot.
Jocul este licențiat sub GNU GPL și LGPL, tot conținutul fiind licențiat sub Creative Commons Attribution 3.0.

## Tehnologia
Ca și celelalte proiecte open-source, jocul este parțial creat pentru a promova programul gratuit de modelare 3D Blender. Astfel, modelarea, animația și nivelele au fost create în Blender. Jocul este randat cu motorul 3D Crystal Space folosind Python ca limbaj de scriptare.
Decizia de a folosi Cristal Space în loc de renderul Blenderului a fost pentru a crea o platformă mai "serioasă" pentru jocuri. Echipa de dezvoltatori a schimbat, mai târziu, parțial, această decizie, făcând ca jocul să poată fi jucat și în Blender Game Engine. Acest lucru permite artiștilor și modelatorilor nivelelor un flux de lucru mai rapid decât rescrierea motorului Crystal Space la fiecare modificare (ceea ce în Blender poate dura 2-3 secunde pentru a fi exportat, în Crystal Space poate dura până la un minut).
Există două versiuni ale jocului pe DVD, una cu Blender Game Engine, iar cealaltă cu Crystal Space. Deși designul nivelelor este identic, jocul diferă în cele 2 versiuni.

## Intriga
În joc, jucătorii joacă  rolul lui Frank, care era antagonistul (personajul negativ) al filmului Big Buck Bunny. Îm film, Frank, împreună cu două rozătoare, omoară fluturi și terorizează un iepuraș. Filmul se termină cu Iepurașul răzbunându-se pe Frank, legându-l de o sfoară și folosindu-l ca un zmeu.
Versiunea jocului creată în Motorul de Jocuri a Blenderului se numește "A Furry Vendetta" ("O răzbunare pufoasă"), în timp ce în Crystal Space este numit "Furry Funny Frankie" ("Amuzantul, blănosul Frankie"), cu așteptări pentru viitoare episoade.